# Rubieae
Rubieae — це триба квіткових рослин із родини Rubiaceae, яка налічує 970 видів у 15 родах. Рід підмаренник (Galium) відповідає за понад дві третини видів у трибі. Другий за величиною рід — Asperula, який налічує близько 200 видів. На відміну від решти родини Rubiaceae, триба містить переважно багаторічні та однорічні трави з псевдокільцями листя та листоподібними прилистками та зосереджена в помірних і тропічних гірських регіонах.

## Роди
Наразі прийняті таксони:
- Asperula L. (193 види)
- Callipeltis Steven (3 види)
- Crucianella L. (30 видів)
- Cruciata Mill. (8 видів)
- Didymaea Hook.f. (5 видів)
- Galium L. (636 видів)
- Kelloggia Torr. ex Benth. & Hook.f. (2 види)
- Mericarpaea Boiss. (1 вид)
- Microphysa Schrenk (1 вид)
- Phuopsis Steven (1 вид)
- Pseudogalium  L.E Yang, Z.L.Nie & H.Sun (1 вид)
- Rubia L. (88 видів)
- Sherardia L. (1 вид)
- Valantia L. (7 видів)